# Хоакін Франсіско Пачеко-і-Гутьєррес Кальдерон
Хоакін Франсіско Пачеко-і-Гутьєррес Кальдерон (ісп. Joaquín Francisco Pacheco y Gutiérrez Calderón; 22 лютого 1808 — 8 жовтня 1865) — іспанський письменник, дипломат і політик, посол Іспанії у Франції, міністр закордонних справ, голова Ради міністрів Іспанії впродовж п'яти місяців 1847 року.